# Ministre prussien de la Maison royale
En royaume de Prusse, le ministre de la Maison royale est responsable de l'administration des domaines de la couronne et de la protection des autres droits royaux.

## Statut juridique de l'État
Le ministère de la Chambre fait officiellement partie du ministère d'État prussien (de) jusqu'à la révolution de mars. En raison de sa tâche particulière, les titulaires respectifs assistent rarement aux réunions du gouvernement. Après 1848, le ministre de la Chambre est officiellement une autorité judiciaire liée au bureau du trésorier en chef. Il ne fait plus partie du ministère d'État prussien.

## Tâches
Les entités subordonnées au ministère sont , entre autres, le bureau du héraut, les archives de la Maison royale, l'administration des biens familiaux et le fidéicommis de la famille. En plus du cabinet secret, il est également utilisé pour traiter les questions de clémence et est chargé d'exécuter les ordres royaux qui ne sont pas de la responsabilité du gouvernement.

## Ministres de la Maison royale
| Nom                                       | prise de fonction | démission | image                                                                       |
| ----------------------------------------- | ----------------- | --------- | --------------------------------------------------------------------------- |
| Guillaume de Sayn-Wittgenstein-Hohenstein | 1819              | 1851      | Ludwig von Massow · Alexandre de Schleinitz · Othon de Stolberg-Wernigerode |
| Ludwig von Massow (par intérim)           | 1851              | 1851      | Ludwig von Massow · Alexandre de Schleinitz · Othon de Stolberg-Wernigerode |
| Antoine de Stolberg-Wernigerode           | 1851              | 1854      | Ludwig von Massow · Alexandre de Schleinitz · Othon de Stolberg-Wernigerode |
| Ludwig von Massow (par intérim)           | 1854              | 1856      | Ludwig von Massow · Alexandre de Schleinitz · Othon de Stolberg-Wernigerode |
| Ludwig von Massow                         | 1856              | 1858      | Ludwig von Massow · Alexandre de Schleinitz · Othon de Stolberg-Wernigerode |
| Alexander von Schleinitz                  | 1861              | 1885      | Ludwig von Massow · Alexandre de Schleinitz · Othon de Stolberg-Wernigerode |
| Otto zu Stolberg-Wernigerode              | 1885              | 1888      | Ludwig von Massow · Alexandre de Schleinitz · Othon de Stolberg-Wernigerode |
| Wilhelm von Wedel-Piesdorf                | 1888              | 1907      | Ludwig von Massow · Alexandre de Schleinitz · Othon de Stolberg-Wernigerode |
| August zu Eulenburg                       | 1907              | 1918      | Ludwig von Massow · Alexandre de Schleinitz · Othon de Stolberg-Wernigerode |

## Bureau
Pendant longtemps, le ministre réside au château de Berlin, l'administration est temporairement répartie entre d'autres propriétés royales ou autres. Avec le palais au 73, Wilhelmstraße (de), acheté en 1858, le ministère se dote pour la première fois d'un bâtiment administratif d'un seul tenant.